# 대야공용버스터미널
대야공용버스터미널은 전라북도 군산시 대야면 우덕2길 5(지경리 731-2)에 위치한 시외버스 터미널이다.

## 개요
지상 2층 건물에 1층은 승차홈, 매표소, 슈퍼, 상업시설 등이 있으며, 2층은 현재 비어 있다. 군산시에는 옥구읍이 있음에도 불구하고 오히려 읍보다 면 지역에 터미널이 생긴 이유는 전군도로, 서해안고속도로 동군산IC가 위치해 있는 것을 봐도 대야면이 교통이 편리하다는 것을 증명한다고 볼 수 있다.
이 터미널은 군산시 소재임에도 군산시 시내버스가 종착지로 삼는 노선은 단 한 개도 없고, 모두 인근 임피, 서수, 나포, 멀리는 익산 함열로 가는 중간 기착지 역할을 했다. 그나마 약 20여년 전만 해도 익산시 시내버스 20번(대야 - 원광대학교)이 대야터미널로 들어왔지만 대야초등학교 부근으로 종점을 이전하면서 남은 공간을 상업시설 부지로 임대하여 대야공용버스터미널에는 더 이상 시내버스가 들어오지 않았다.

## 운행 노선

### 고속버스
전회 우등이며, 군산 출발편 중 1일 3회 대야를 중간 경유한다. 고속버스 자체는 대야터미널에 직접 들어오지 않으며, 대야성당에서 동군산IC로 들어가기 전에 별도의 중간 승하차장이 있다. 무인매표기계가 없어서 현장에서 표를 구매하고자 할 때는 차내 E패스 단말기에서 신용카드와 체크카드로 발권이 가능하며, 예약 시에는 출발지를 군산으로 하여 예매한 후 차내 E패스 단말기에서 예약내역 발권이 가능하다. 모바일 고속버스티머니 앱으로도 예매가 가능하다.
| 운행 노선       | 운행업체                   | 운행구간 | 운행구간 | 운행구간 | 경유지         | 배차 간격 | 시간표                           |
| --------------- | -------------------------- | -------- | -------- | -------- | -------------- | --------- | -------------------------------- |
| 대야 ↔ 서울호남 | 금호고속 중앙고속 천일고속 | 대야     | ↔        | 서울호남 | 정안알밤휴게소 | 1일 3회   | 군산 출발 기준 08:00 13:00 17:40 |

### 시외버스
| 방면        | 행선지                                                                               |
| ----------- | ------------------------------------------------------------------------------------ |
| 수도권 방면 | 서수원, 송도, 수원, 오산, 인천, 인천국제공항                                         |
| 충청권 방면 | 남청주, 대전, 도마동, 서대전, 유성, 청주                                             |
| 호남권 방면 | 고창, 광주, 군산, 김제, 목포, 무안, 부안, 영광, 익산, 익산역, 전주, 정읍, 함평, 흥덕 |
| 영남권 방면 | 서대구                                                                               |

## 같이 보기
- 군산시외버스터미널
- 군산고속버스터미널